# سيدريك فـان دير إلست
سيدريك فـان دير إلست هو لاعب كرة قدم بلجيكي في مركز الوسط، ولد في 19 يونيو 1980 في جينك في بلجيكا. لعب مع آود هيفرلي لوفين ونادي جينك.